# Cö Shu Nie
Cö shu Nie (コシュニエ Ko Shu Nie?) es una banda de rock japonesa, formada en 2011 en la prefectura de Osaka. Está compuesta actualmente por Miku Nakamura y Shunsuke Matsumoto.
Lanzaron su primer miniálbum Hydra independientemente en 2013, e hicieron su debut con un sello discográfico en 2018 con el lanzamiento de su primer sencillo "Asphyxia" a través de Sony Music Japan. Este fue utilizado como el tema de apertura para el anime Tokyo Ghoul:re Season 1. Llegó al puesto número 32 en el Oricon Singles Chart, siendo su primera obra en entrar al ranking de Oricon. También grabaron las canciones "Zettai Zetsumei" y "Lamp" para el anime The Promised Neverland, el segundo tema de cierre del anime de éxito Jujutsu Kaisen, "Give It Back", y el tema de cierre del anime Psycho-Pass Season 3, "Bullet", junto con "Red String" para la película Psycho-Pass 3: First Inspector.

## Miembros de la banda
Miembros actuales
- Miku Nakamura (中村未来) — voz, guitarra, teclado, sampling (2011–presente)
- Shunsuke Matsumoto (松本駿介) — bajo (2011–presente)

Miembros anteriores
- Kōjirō Yamazaki (ヤマザキコウジロウ) — batería (2011–2017)
- Ryōsuke Fujita (藤田亮介) — batería (2018–2021)

## Discografía

### Álbumes

#### Álbumes de estudio
| Título | Detalles                                                                                                   | Posición más alta | Posición más alta |
| Título | Detalles                                                                                                   | JPN Oricon        | JPN Billboard     |
| ------ | --- | ----------------- | ----------------- |
| Pure   | - Fecha de lanzamiento: 11 de diciembre de 2019 - Sello: Sony Music Japan - Formatos: CD, descarga digital | 29                | 27                |

#### Miniálbumes
| Título                                          | Detalles                                                                                   | Posición más alta | Posición más alta |
| Título                                          | Detalles                                                                                   | JPN Oricon        | JPN Billboard     |
| ----------------------------------------------- | ------------------------------------------------------------------------------------------ | ----------------- | ----------------- |
| Hydra (イドラ Idora)                            | - Fecha de lanzamiento: 18 de diciembre de 2013 - Sello: Silver Star Records - Formato: CD | —                 | —                 |
| Org (オルグ Orugu)                              | - Fecha de lanzamiento: 18 de diciembre de 2013 - Sello: Vibrateshow Records - Formato: CD | —                 | —                 |
| Puzzle (パズル Pazuru)                          | - Fecha de lanzamiento: 20 de abril de 2016 - Sello: Silver Star Records - Formato: CD     | —                 | —                 |
| Overkill                                        | - Fezha de lanzamiento: 21 de julio de 2017 - Sello: Autopublicado - Formato: CD           | —                 | —                 |
| "—" Denota elementos que figuran en un ranking. |                                                                                            |                   |                   |

### Extended plays
| Título | Detalles                                                                                                   | Posición más alta | Posición más alta |
| Título | Detalles                                                                                                   | JPN Oricon        | JPN Billboard     |
| ------ | --- | ----------------- | ----------------- |
| Aurora | - Fecha de lanzamiento: 24 de octubre de 2018 - Sello: Sony Music Japan - Formatos: CD, descarga digital   | 76                | 67                |
| Litmus | - Fecha de lanzamiento: 11 de noviembre de 2020 - Sello: Sony Music Japan - Formatos: CD, descarga digital | 56                | 46                |

### Sencillos
| Título                                                           | Año  | Posición más alta | Álbum |
| Título                                                           | Año  | JPN Oricon        | Álbum |
| ---------------------------------------------------------------- | ---- | ----------------- | ----- |
| "Maze" (迷路; "Meiro")                                           | 2011 | —                 |       |
| "Asphyxia"                                                       | 2018 | 32                | Pure  |
| "Desperately / Lamp" (絶体絶命 / Lamp; "Zettai Zetsumei / Lamp") | 2019 | 37                | Pure  |
| "Bullet"                                                         | 2019 | 43                | Pure  |
| "Red Strand"                                                     | 2020 | —                 |       |
| "Give It Back"                                                   | 2021 | 14                |       |
| "Undress Me"                                                     | 2021 | —                 |       |
| "—" Denota elementos que figuran en un ranking.                  |      |                   |       |